# Bogdan Potocki
Bogdan Potocki (ur. 15 lipca 1938 w Chrzanowie, zm. 11 czerwca 2013 w Warszawie) – polski aktor teatralny, asystent reżysera, zastępca dyrektora artystycznego Teatru Polskiego im. Arnolda Szyfmana w Warszawie.
Absolwent PWST w Krakowie z 1963. Od 1979 członek zespołu Teatru Polskiego, wcześniej występował jako aktor w zespole Teatru Polskiego w Bielsku-Białej w latach 1963–1967, Teatru Śląskiego im. Stanisława Wyspiańskiego w Katowicach w latach 1967–1977, Teatru Zagłębia w Sosnowcu w latach 1977–1978 oraz Teatru Komedia w Warszawie w latach 1978–1980. 
Od kwietnia 1995 do marca 2010 piastował funkcję zastępcy dyrektora artystycznego Teatru Polskiego im. Arnolda Szyfmana w Warszawie. Poza klasycznym teatrem występował także w telewizji w ramach tzw. Teatru Telewizji.  
W 1999 został odznaczony Krzyżem Kawalerskim Orderu Odrodzenia Polski.